# Joseph Mascarel
Joseph Mascarel (ur. 1816, zm. 1899) – amerykański polityk, dziewiąty burmistrz Los Angeles, drugi burmistrz francuskiego pochodzenia po Damienie Marchessault pochodzącym z Quebecu (ok. 9% mieszkańców w 1860 roku było francuskiego pochodzenia)   oraz drugi republikański burmistrz miasta.
Do Kalifornii wyemigrował w 1845 roku, był kupcem. Urząd burmistrza sprawował od 5 maja 1865 do 10 maja 1866.